# ويل كرين
ويل كرين (بالإنجليزية: Will Crain)‏ هو لاعب كرة قدم أمريكي، ولد في 17 مايو 2000 في أثينا في الولايات المتحدة. لعب مع اتلانتا يونايتد 2.